# ماسترد (تهیه‌کننده موسیقی)
دیژون آیزایا مک‌فارلین شناخته‌شده با نام هنری ماسترد (انگلیسی: Mustard؛ زادهٔ ۵ ژوئن ۱۹۹۰) تهیه‌کننده موسیقی، دی‌جی، و آهنگساز اهل ایالات متحده آمریکا است. وی از سال ۲۰۰۹ میلادی تاکنون مشغول فعالیت بوده‌است.